# Sunek s sulico
Sunek s sulico je pesniška zbirka Matjaža Kocbeka. Zbirka je izšla leta 1999 pri založbi Art & Fun.

## Vsebina
Podobno kot v prejšnji Kocbekovi pesniški zbirki Kreta tudi to delo sestavljajo dolgi, psalmodični verzi. Zbirka je zaznamovana z erotiko in brskanjem po davni zgodovini, postmodernističnim iskanjem izgubljenega časa. Slednjega pesnik išče na ravni jezika; prav z jezikom lirski subjekt tudi enači svojo eksistenco.
Zbirka se pričenja s pesmijo Zbogom Planica, v kateri se avtor ukvarja s slovenskimi miti. Po postmodernističnem motu, ki govori o smrti velikih zgodb, tudi Kocbek piše o koncu pripovedi o velikih zgodbah, ki jih nadomesti golo evindetiranje. Pojmi, kot so luč, svetloba in razum so zbledeli; tudi osvobojeni jezik izginja.